# Hessellohe
Hessellohe war bis zum 1. Januar 1976 ein Gemeindeteil der bis dahin selbständigen Gemeinde Ried. Seit der Gebietsreform ist das Dorf ein Gemeindeteil von Neuburg an der Donau in Bayern. Der Ortsname stammt vom Hasel-loch, vermutlich gab es dort bei der Gründung des Ortes sehr viele Haselnussstauden. Der letzte Bürgermeister war Leonhard Pfaller. Der Ort gehört heute zur Gemarkung Ried.

## Geschichte

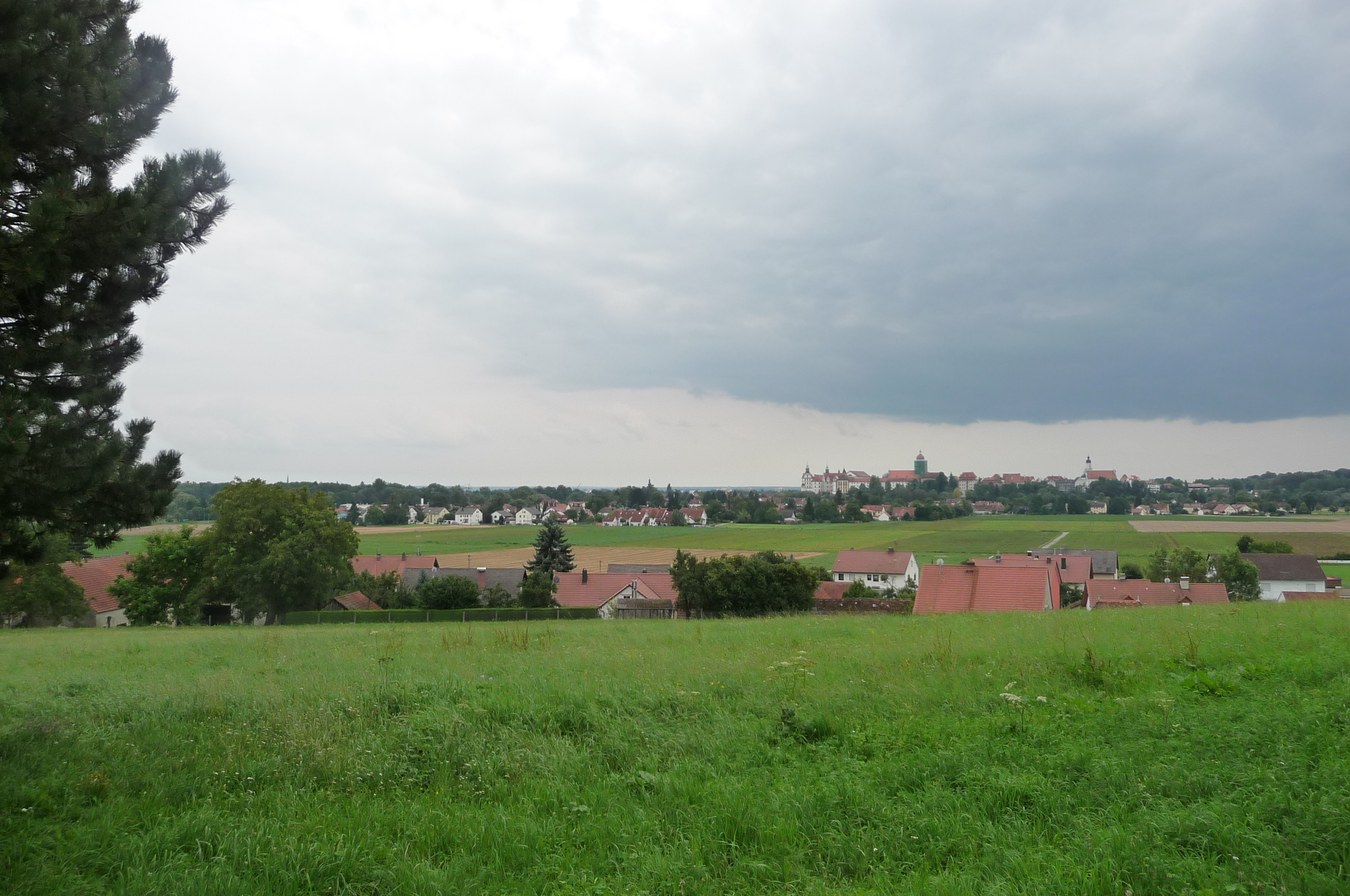
Ein Blick von Hessellohe nach Neuburg

Hessellohe liegt etwa zwei Kilometer von Neuburg entfernt. Bis zur Gebietsreform gehörte der Ort zur Gemeinde Ried. Trotzdem dürfte das Dorf älter sein als der Ort Ried. Lange Zeit war die Rede von der Kirche St. Georgen auf dem Berg. Ried wurde dabei nie erwähnt. Auch der Widumshof lag in Hessellohe, nicht in Ried.
Allerdings war die erste Besiedlung schon wesentlich früher, denn Funde aus der Bronze- und Urnenfelderzeit kamen bei den Grabungen zum Vorschein, so auch im Jahre 1833. Die ältesten Hinweise auf das Dorf sind im Pappenheimer Urbar vom Jahre 1214 zu finden. Ebenso ist im Salbuch Ludwig des Strengen Hessellohe aufgeführt. Am 13. April 1318 gehörten einige Güter den Tempelherren von Morizbrunn bei Adelschlag. Damit dürfte Hessellohe ein altes Bauerndorf aus dem frühen Mittelalter sein, das aus zahlreichen großen Höfen und Gütern sowie Feldfluren bestand.

### Das Hesselloher Schlösschen

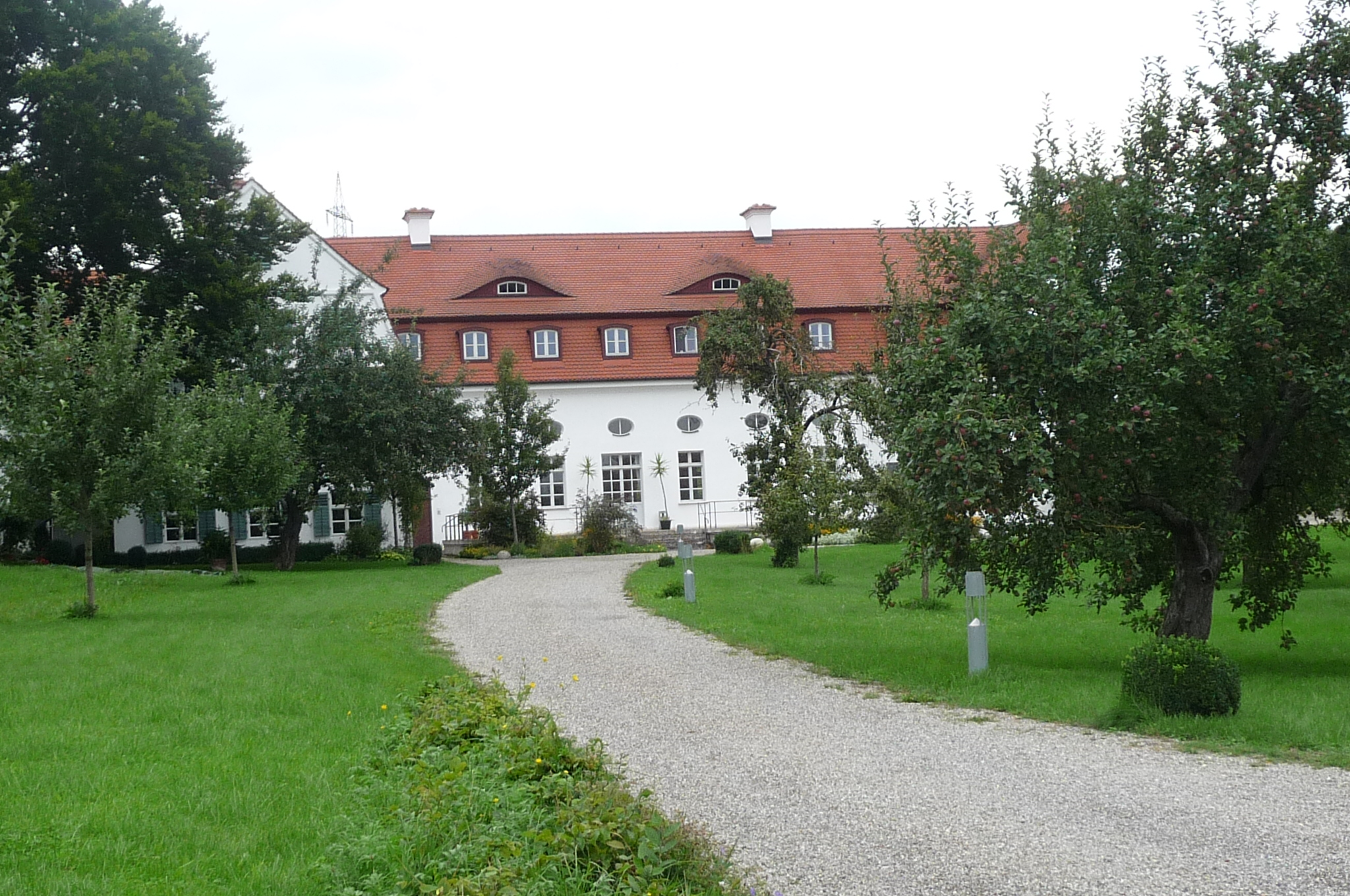
Das Schlösschen

Die Historie des Schlösschens geht bis auf das Jahr 1327 zurück und ist als Hofstaat zu Hessenloch bezeichnet. Hessellohe und das Schlösschen standen von 1808 bis 1822 im besonderen Blickpunkt der Öffentlichkeit. Johann Baptist Freiherr von Flachslanden war Geheimer Rat und Großballi von Aquilla. Er residierte in Neuburg und wählte das Hesselloher Schlösschen als seinen Landsitz.
Fast täglich fuhr Flachslanden mit einem Vierspänner von Neuburg nach Hessellohe zum Schlösschen. Hier verschaffte er der Bevölkerung aber auch Arbeit und Brot. Sein Grundsatz lautete, lieber Arbeit und Brot geben, als Geld verteilen. Er vergrößerte das Hesselloher Schlösschen bedeutend, kaufte Grundstücke dazu, ließ französische Obstbäume pflanzen und einen Weiher anlegen, in dem sich weiße und schwarze Schwäne tummelten. Sommerhäuser, Laubengänge und eine Kegelbahn errichtete er, ebenso ein Treibhaus mit seltenen Blumen. Auf einem künstlich angelegten Hügel befand sich ein chinesischer Turm und im obersten Stockwerk ein Tubus (Fernrohr). Mit ihm konnte man sogar die Turmuhr von Ingolstadt erkennen.
Am 19. März 1822 starb Flachslanden. Er wurde auf dem Rieder Friedhof beerdigt. Heute erinnert in Neuburg noch die Flachslandenstraße an diese Persönlichkeit.
Der Sohn seines Kammerdieners Johann Buxbaum erwarb das Gebäude für 9326 Gulden am 19. August 1829. Dieser ließ die Anlagen eingehen und verkaufte mehrere Grundstücke und verkleinerte den Weiher. Das Areal wurde wieder landwirtschaftlich genutzt.
Das Schlösschen wechselte mehrfach den Besitzer, räumlich wurde einiges verändert und zurückgebaut. Am Palmsonntag 1871 musste die Rieder Kirche wegen Baufälligkeit geschlossen werden. Bis 1875 dienten die Räume des Schlösschens als Kirche, Schule, Lehrerwohnung und Wirtshaus.
Im Mai 1998 ist ein Brand ausgebrochen und zerstörte das Gebäude im erheblichen Umfang. Eine notwendige Sanierung wurde im Jahre 2002 abgeschlossen, der Kostenaufwand liegt bei 2,8 Millionen Euro. Fördermittel durch Stadt, Freistaat und Europäische Union haben dazu eine wesentliche Hilfe geleistet. Jetzt erstrahlt das Schlösschen im frischen Glanz. In dem dreiflügeligen Gebäude sind sechs Wohnungen untergebracht. Prunkstück ist der Flachslandensaal mit hundert Sitzplätzen. Er ist gedacht für Konzerte und Ausstellungen.

### Die Teichlegende
Im Teich hinter dem Schlösschen soll eine junge schöne Frau ertrunken sein. Ihre Leiche wurde neben einem Boot im Wasser treibend gefunden. 1818 wurde ihr zur Erinnerung ein Obelisk gesetzt. Jedoch ist nicht bekannt, um wen es sich gehandelt hat, es ist auch kein Todesfall beurkundet.

## Wirtschaft

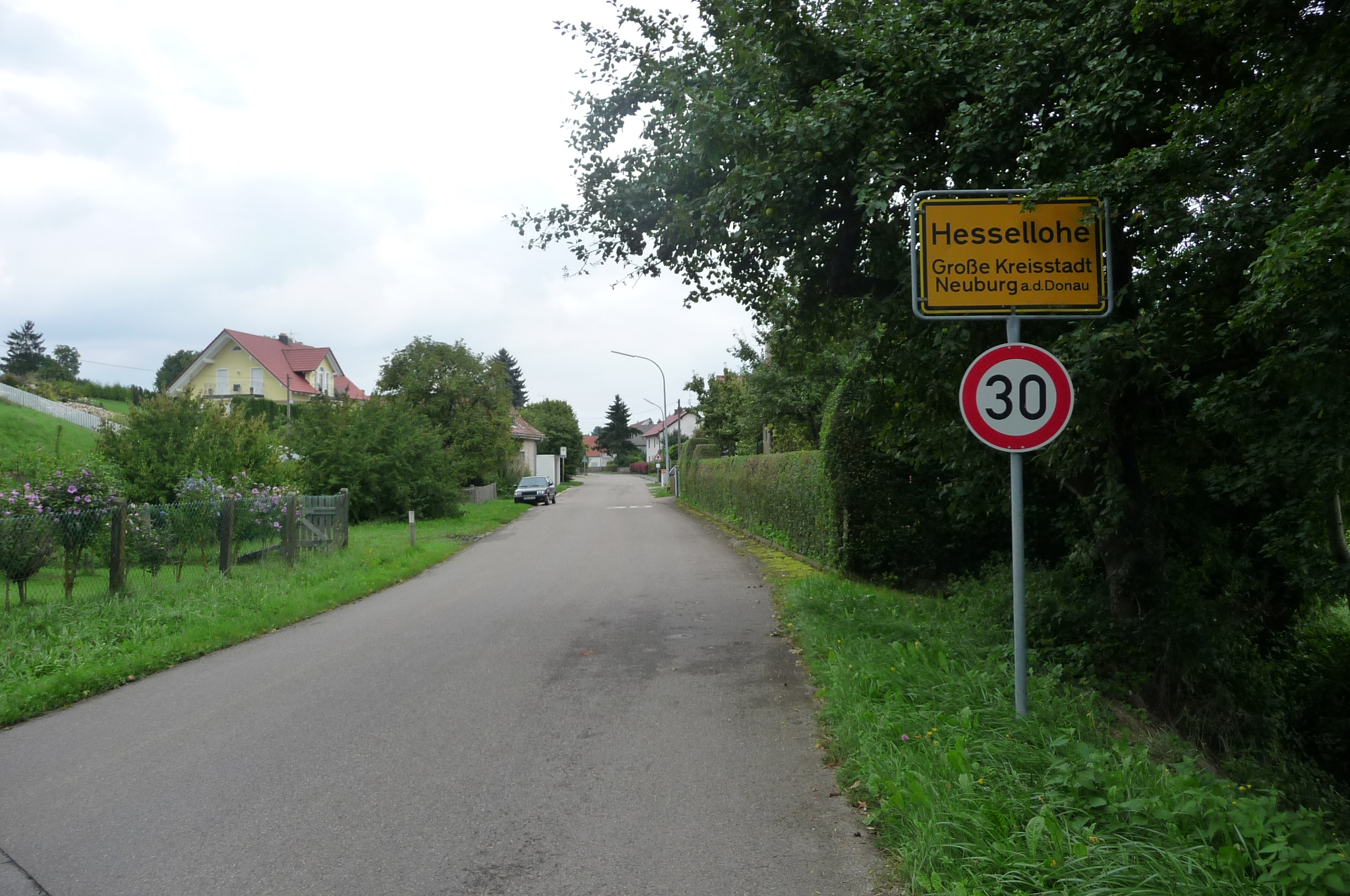
Ortsbild von Hessellohe

Früher war der Ort sehr landwirtschaftlich geprägt, dies änderte sich in der Vergangenheit. Von 21 Landwirten sind nur noch vier Vollerwerbsbetriebe übrig. Bekannt war die, inzwischen geschlossene, Gaststätte „Zum Weißen Rößl“. Früher gab es auch das Steinbruchunternehmen Niedermeier. Der Steinbruch am Ortsrand Richtung Bittenbrunn ist geschlossen und wird privat genutzt. Am Waldrand wurde bis ca. 1965 unter Tage Neuburger Kieselerde durch die Firma Hoffmann Mineral GmbH & Co. KG, Neuburg, abgebaut.

## Kapelle aus Lehrlingshand

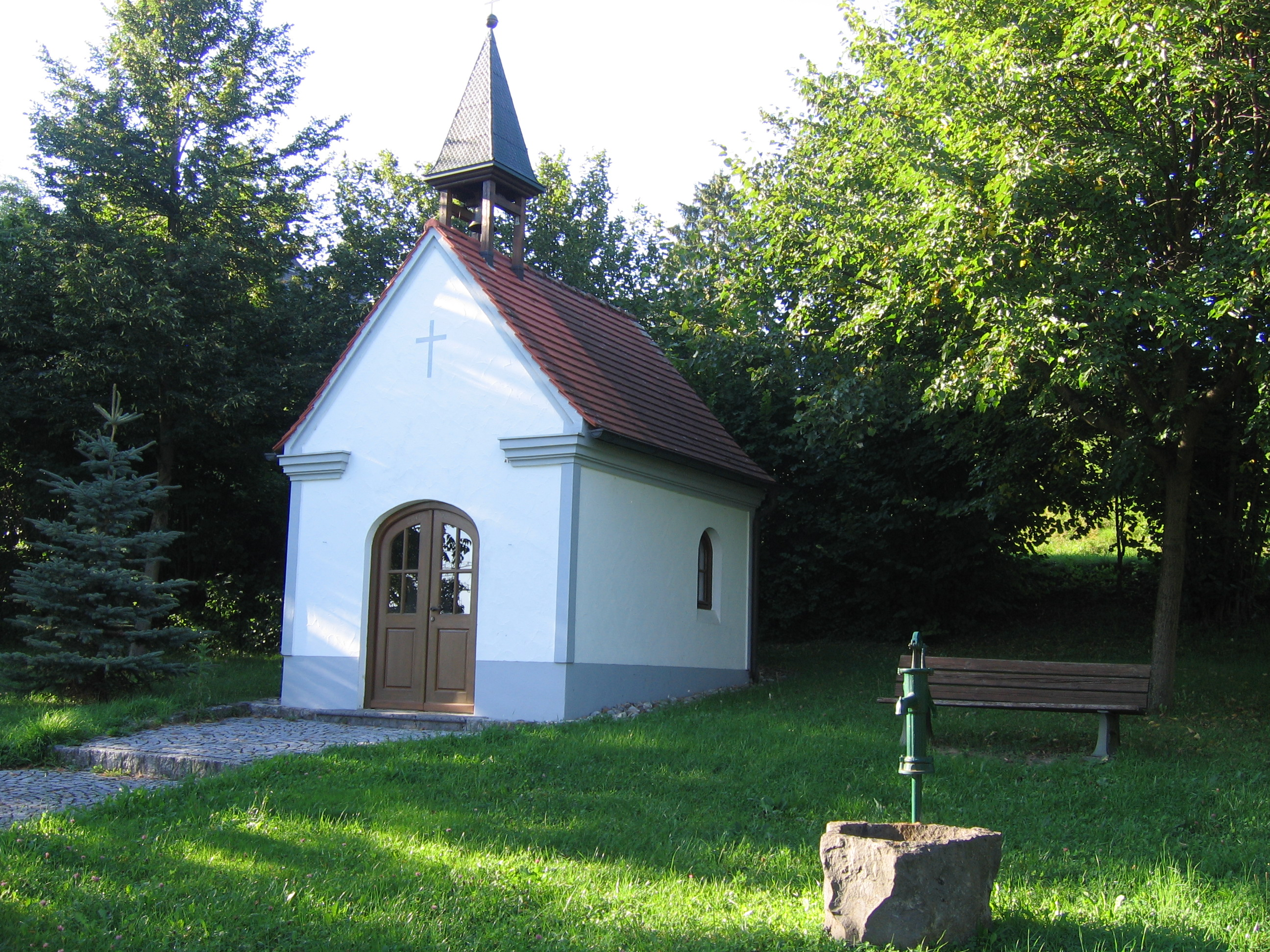
Die Kapelle ein Gemeinschaftswerk der Berufsschüler

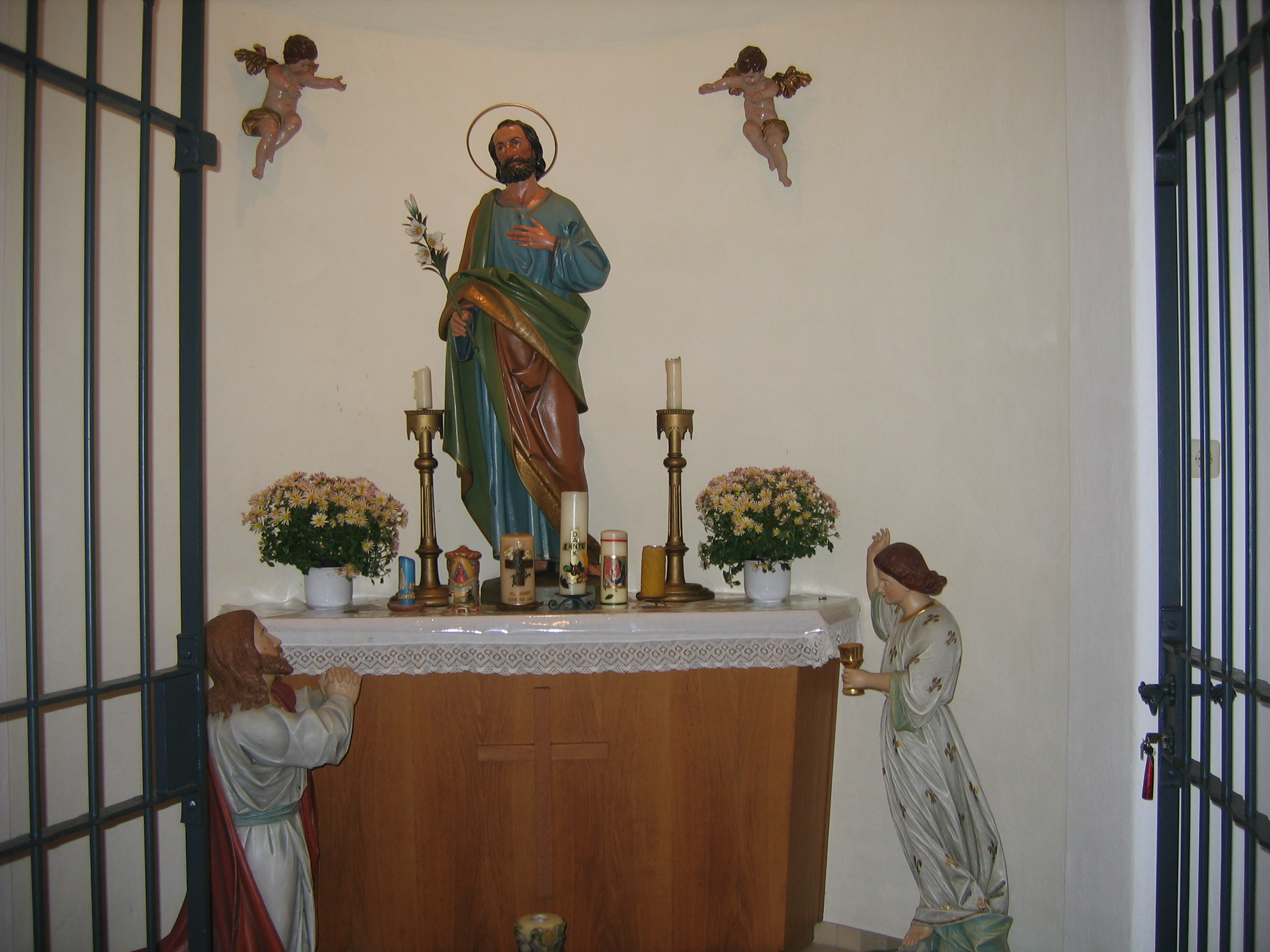
Der schmucke Kapellenaltar

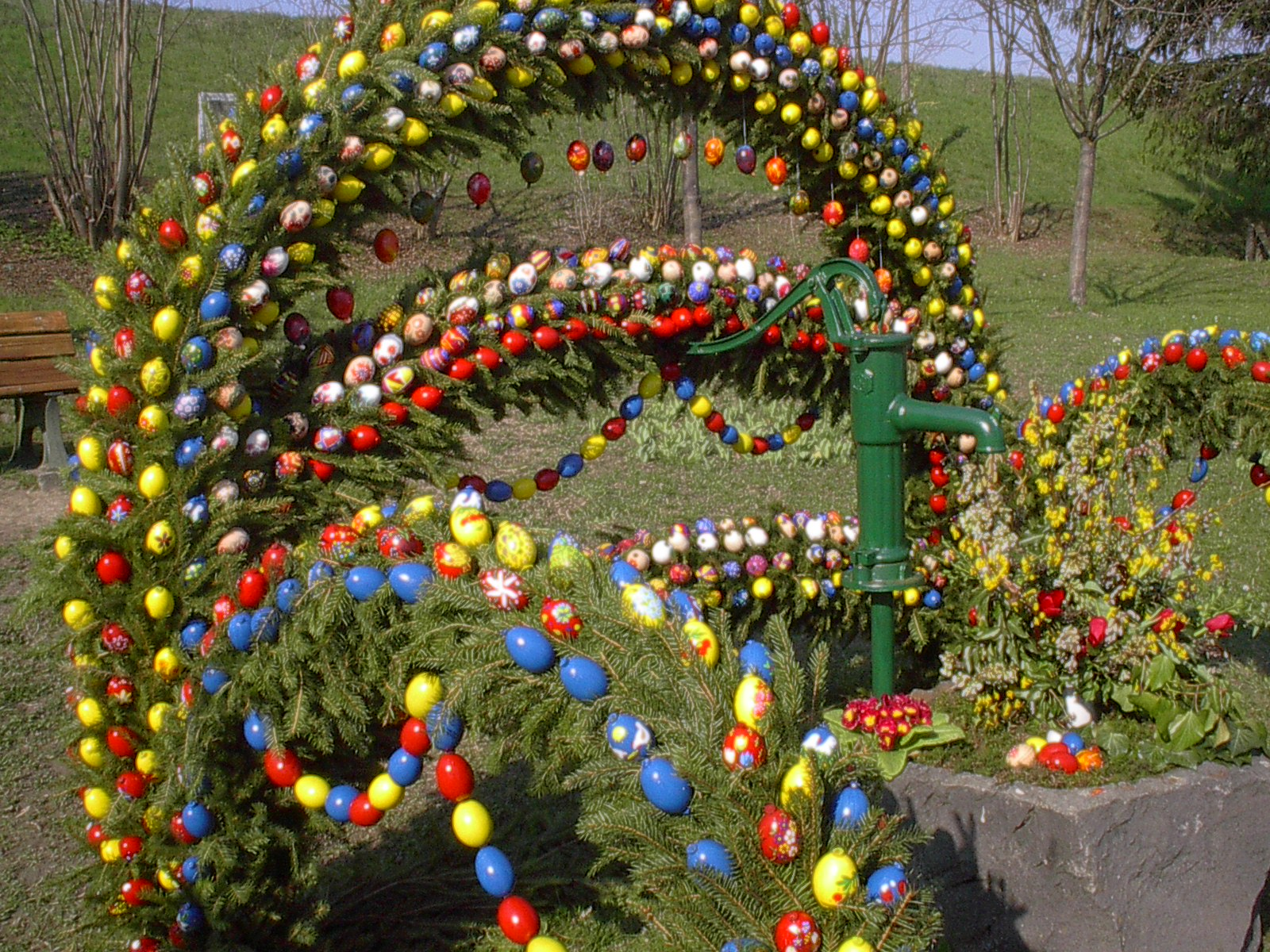
Osterbrunnen an der Kapelle St. Josef

Hessellohe ist keine eigene Pfarrei und hat keine eigene Kirche, aber am Ortsrand steht die St. Josefs-Kapelle. Bemerkenswert ist, dass die Erbauer Auszubildende der Bautechnik der Staatlichen Berufsschule Neuburg waren. Das ist in ganz Bayern und darüber hinaus einmalig. St. Josef gilt als der Schutzpatron der Maurer und Zimmerer, für den Ort ist es ein Kleinod.
Der landesweite Wettbewerb „Bauen hat Zukunft“ brachte Lehrer und Schüler auf diese Idee, die von 1989 bis 1991 geplant und umgesetzt wurde. Unterstützt wurde das Projekt durch das Handwerks, die Bevölkerung und die Stadt Neuburg. 29 Firmen spendeten insgesamt Material im Wert von 20.000 DM. Der Gartenbauverein Ried übernahm die Patenschaft und die Innenausstattung.
Auf dem Altar thront der Schutzheilige St. Josef – eine Gabe der Pfarrei St. Georg in Ried. Zur Ausstattung zählt eine schmucke Nazarenergruppe mit Christus am Ölberg und einem Engel. Sie standen lange Zeit in der Grotte unter dem Neuburger Arcoschlösschen, waren völlig verwittert und wurden mit erheblichem Aufwand renoviert. Besitzer Sigmund Völk aus Neuburg schenkte sie der katholischen Pfarrkirchenstiftung Ried mit der Auflage, dass die Gruppe in der Kapelle in Hessellohe aufgestellt wird. Eine Saumweber-Madonna thront auf der Stirnseite der Kapelle; sie stammt von den Maria-Ward-Schwestern Neuburg und wurde renoviert.
Das Werk fand große Anerkennung: Die Jury vergab im Bezirk Oberbayern den 1. Platz und für Bayern belegte Lehrer Walter Wörle mit seinen Schülern Platz zwei. Eine ökumenische Weihe und eine entsprechende Feier krönten die Arbeit. Zum zehnjährigen Bestehen gaben die Schüler des Bauhandwerks mit einem Anstrich dem Gebäude ein frisches Aussehen.
Inzwischen ist die Kapelle in das religiöse Leben der Pfarrei integriert. Die Gläubigen treffen sich zu Ostern, zum Erntedankfest und im Advent zum Gebet. Liebevolle Osterbrunnen und Erntedankgedecke sind Anziehungspunkt für viele Besucher.